# Stazione di Carmagnola
Stazione di Carmagnola vasútállomás Olaszországban, Carmagnola településen.

## Vasútvonalak
Az állomást az alábbi vasútvonalak érintik:
- Torino-Fossano-Savona-vasútvonal
- Carmagnola–Bra-vasútvonal

## Kapcsolódó állomások
A vasútállomáshoz az alábbi állomások vannak a legközelebb:
- Stazione di Racconigi (Stazione di Fossano, Line SFM7)
- Stazione di Villastellone (Stazione di Ciriè, Line SFM4, Line SFM7)
- Stazione di Sommariva del Bosco (Stazione di Alba, Line SFM4)